# Otto Braun (comunista)
Otto Braun (Ismaning, 28 settembre 1900 – Varna, 15 agosto 1974) è stato un politico, scrittore e militare tedesco.
Iscritto al Partito Comunista di Germania (KPD), membro dell'Internazionale Comunista, negli anni 1920 e 1930 fu tra i comandanti dell'Armata Rossa Cinese e partecipò, unico straniero, alla Lunga marcia con Mao Zedong. In Cina Braun adottò il nome cinese Li De.

## Biografia

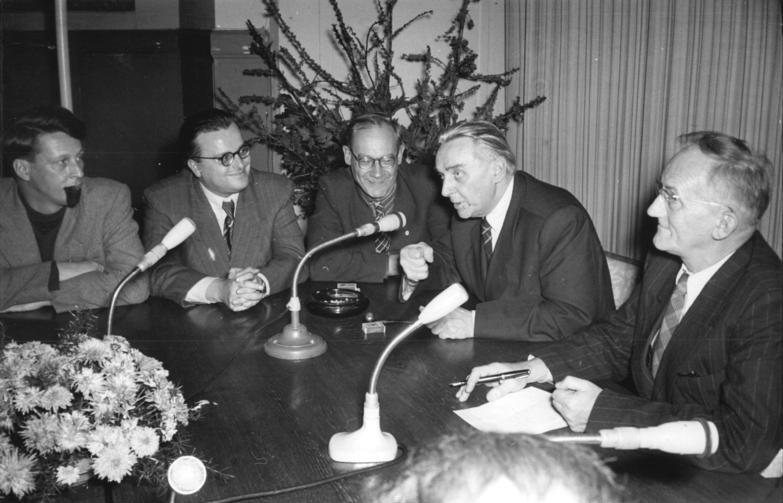
Otto Braun in una conferenza nel 1954

Figlio di un ragioniere e di un'insegnante, dal 1913 al 1919 frequentò a Pasing l'Istituto di formazione degli insegnanti, iscrivendosi, durante la prima guerra mondiale, al movimento giovanile socialista tedesco.
Nell'immediato dopoguerra passò al Partito Comunista di Germania, scrivendo articoli nella stampa di partito e partecipando ai moti rivoluzionari che si verificarono in Germania nel 1919 e nel marzo del 1921.
Dal 1925 avrebbe collaborato con il GRU, il servizio segreto militare sovietico. Con l'accusa di spionaggio venne detenuto dal settembre del 1926 nel carcere berlinese di Moabit, da dove fu liberato l'11 aprile 1928 da un gruppo di comunisti comandato dalla sua compagna Olga Benario, con la quale si rifugiò a Mosca. Qui frequentò l'Accademia militare «Frunze» e dal 1932 divenne consulente militare dell'Internazionale Comunista.

### In Cina
Con questa veste passò in Cina, dove era in corso la guerriglia comunista, e con il nome di Li De assunse il comando dell'esercito guerrigliero, dal momento che si erano create delle discordie tra i capi militari cinesi. Ma anche sotto il suo comando proseguirono le sconfitte, e l'Armata Rossa cinese fu costretta a iniziare la famosa Lunga marcia di ritirata per sottrarsi alla pressione delle forze nazionaliste tra 1934 e 1935.
Braun lavorò dal 1939 come redattore e traduttore in lingua tedesca per le Edizioni in lingua estera di Mosca. Durante la guerra fu anche istruttore politico nei campi di prigionia dei militari tedeschi e fu membro del Nationalkomitee Freies Deutschland (Comitato nazionale per una Germania libera).

### Il ritorno nella DDR
Tornato nella DDR nel 1954, divenne membro del Sozialistische Einheitspartei Deutschlands, il partito al potere nella Germania orientale, e fu ricercatore associato presso l'Istituto del marxismo-leninismo, dove fu responsabile dell'edizione tedesca delle opere di Lenin.
Al tempo della polemica tra Unione Sovietica e Cina, prese posizione contro le teorie politiche espresse da Mao Zedong.
Otto Braun ottenne nel 1967 il Vaterländischer Verdienstorden (Ordine al merito patriottico), nel 1969 il Nationalpreis der DDR (Premio nazionale della DDR) e nel 1970 l'Ordine sovietico della grande guerra patriottica, il Karl-Marx-Orden e la Lenin-Erinnerungsmedaille.
È sepolto nel cimitero centrale Friedrichsfelde di Berlino.

## Scritti
- In der Münchner Freien Sozialistischen Jugend, Berlino, 1959
- Chinesische Aufzeichnungen (1932-1939), Berlino, 1972